# Jagual (San Lorenzo)
Jagual es un barrio ubicado en el municipio de San Lorenzo en el estado libre asociado de Puerto Rico. En el Censo de 2010 tenía una población de 4042 habitantes y una densidad poblacional de 375,42 personas por km².

## Geografía
Jagual se encuentra ubicado en las coordenadas 18°9′10″N 66°0′25″O / 18.15278, -66.00694. Según la Oficina del Censo de los Estados Unidos, Jagual tiene una superficie total de 10.77 km², de la cual 10.76 km² corresponden a tierra firme y (0.07%) 0.01 km² es agua.

## Demografía
Según el censo de 2010, había 4042 personas residiendo en Jagual. La densidad de población era de 375,42 hab./km². De los 4042 habitantes, Jagual estaba compuesto por el 76.94% blancos, el 10.14% eran afroamericanos, el 0.45% eran amerindios, el 0.02% eran asiáticos, el 7.03% eran de otras razas y el 5.42% pertenecían a dos o más razas. Del total de la población el 99.58% eran hispanos o latinos de cualquier raza.